# Le Grand Voyage (Semprún)
Pour les articles homonymes, voir Le Grand Voyage.
Le Grand Voyage est le roman autobiographique de Jorge Semprún qui contribua à faire connaître cet auteur espagnol de langue française et espagnole dans le monde entier.
Semprún raconte dans ce livre le voyage de cinq jours qu'il effectua, avec 119 autres détenus entassés dans un wagon de marchandises, jusqu'au camp de concentration de Buchenwald ; il aborde au long du récit plusieurs étapes de sa vie : la guerre civile espagnole et la Résistance, mais aussi la Libération et son retour en France.
Il s'agit du premier roman dans lequel Semprún parle de son expérience à Buchenwald, il en parlera aussi dans Quel beau dimanche ! et L'Écriture ou la Vie.

## Présentation

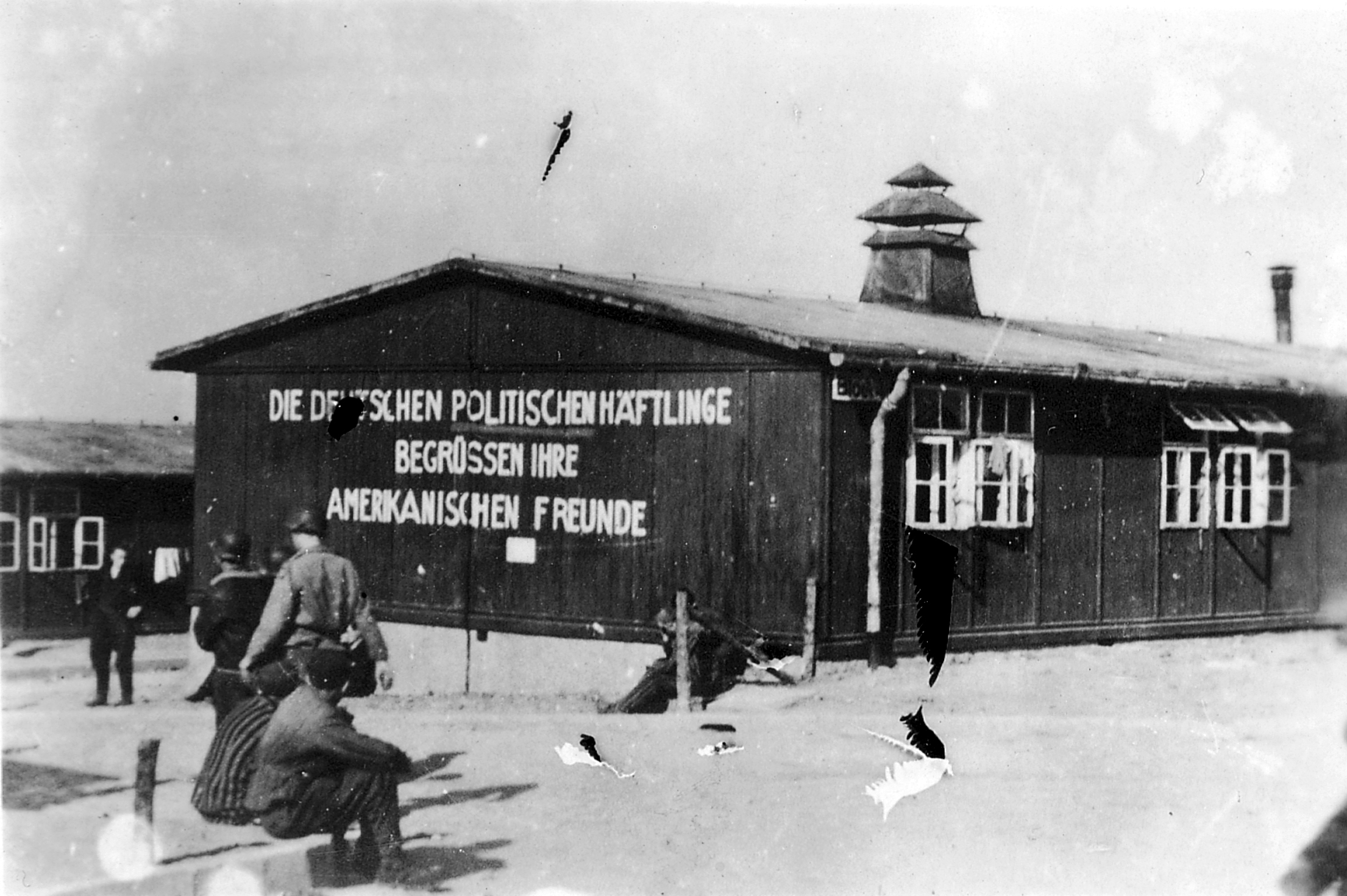
Buchenwald

Février-mars 1960, Jorge Semprún est à Madrid, clandestin du PCE (Parti communiste espagnol). Soudain, la police franquiste procède à des rafles et démantèle plusieurs réseaux communistes dans la capitale madrilène. Jorge Semprún se terre dans son appartement de la rue Concepción Bahamonde.
« Je me retrouvais seul, écrira-t-il, immergé dans cette dimension déconcertante des heures creuses et des temps morts, sans fin. » Dans cet état particulier dont il n'a pas l'habitude, coupé de tout pendant plusieurs jours, -« sans trop y penser, sans même l'envisager de propos délibéré »- il se met à rédiger ce qui deviendra Le Grand Voyage. Dans cet état de conscience, il tente de décrire les prémices du processus de création, les souvenirs s'entrechoquent entre les propos récents de Manolo Azaustre sur le camp de Mauthausen et sa propre expérience au camp de Buchenwald.
C'est au cours de l'automne 1962 que, par hasard, les choses vont se préciser. Au cours d'une soirée à Paris, Jorge Semprún confie son manuscrit à une amie qui le fait lire à l'écrivain Claude Roy qui travaille alors aux Éditions Gallimard. Il est séduit et c'est ainsi que le livre sera édité l'année suivante.

## Résumé
Centrée sur son  voyage en train de Compiègne à Buchenwald (quatre jours et cinq nuits entassé dans un wagon de marchandises), cette autobiographie romancée enchaîne sans transitions des fragments de souvenirs de plusieurs autres périodes de la vie de Jorge Semprún : son arrestation en tant que résistant, la libération du camp, la rédaction d’une première version non publiée, la vie après la guerre, la lutte clandestine contre le franquisme, la rédaction de l’ouvrage dix-sept ans après…. Ce voyage est également un voyage intérieur dans la mémoire et l’anticipation de l’avenir du personnage principal.
En plus du narrateur, le personnage principal est le « gars de Semur », contrepoint sensé et populaire à l’intellectualisme du narrateur, élève en hypokhâgne au lycée Henri IV à Paris.
La plus grande partie du récit est faite à la première personne du singulier, les dernières pages sont rédigées à la troisième personne.
Le récit des événements est souvent le support de réflexions sur le sens de l’existence. Jorge Semprún déclare que le narrateur c’est lui, mais que tous les faits sont reconstruits.

## Le prix Formentor
Le 3 mai 1963, Jorge Semprún sort de l'anonymat quand Georges Gosnat, membre éminent du PCF annonce en plein repas de meeting communiste à Stains dans la région parisienne, que  Jorge Semprún — alias Federico Sánchez — était le lauréat du prix Formentor attribué pour son livre Le Grand Voyage. Réaction quasi immédiate en Espagne dans les milieux franquistes dont le journal ABC dans un éditorial du 13 mai 1963 se fera l'écho : « Qui est ce Jorge Semprún ? C'est un exilé qui a quitté notre pays en 1939, a combattu dans la résistance française, collabore à la presse marxiste et milite avec un zèle  enthousiaste au Parti communiste. »
Le 1er mai 1964, Jorge Semprún est à Salzbourg pour la remise du prix Formentor obtenu pour Le Grand Voyage. Avant le dîner de réception, chaque membre du jury devait lui remettre un exemplaire de son livre dans l'une des treize traductions publiées. Tout se passe bien jusqu'au tour du représentant espagnol le poète Carlos Barral visiblement mal à l'aise, qui ne put lui remettre à son tour un livre imprimé puisque la censure franquiste en avait interdit la publication. Carlos Barral s'avança et lui remit un livre dont toutes les pages étaient blanches et Jorge Semprún « fut émerveillé par ce livre vierge tout éblouissant de mots non écrits, comme si Le Grand Voyage n'était pas encore terminé, comme s'il restait encore à faire ou à écrire et Carlos Barral t'embrasse en te remettant ce livre admirable, ce livre à venir et à faire, ce livre de rêve... »